# Séisme de 1901 à Cheviot
Le séisme de 1901 à Cheviot est un tremblement de terre survenu en Nouvelle-Zélande le 16 novembre 1901.

## Caractéristiques et bilan
La magnitude était de 6,9. Ce tremblement de terre a causé des dommages dans la région de Cheviot. Une personne a été tuée dans le séisme.